# Місто смутку
«Місто смутку» (Силуети) — нарис Лесі Українки, написаний 8 вересня 1896 році у селі Колодяжному.
Вперше надруковано у виданні: Леся Українка. Твори.- Т. X. — К., Книгоспілка, 1929, стор. 108—114.

## Опис
Ідея написати про божевільних з'явилася під час перебування поетеси Лесі Українки влітку 1896 року в містечку Творки під Варшавою (зараз це околиця міста Прушкув Мазовецького воєводства у Польщі), куди вона приїхала на запрошення дядька О. П. Драгоманова, який на той час працював у Творках головним лікарем психіатричного санаторію. Приїхавши туди, Леся побачила те, що, за її словами, викликало почуття страху, «жалості безконечної і, сором сказати, цікавості», що «обгортає сторонню людину при вході в сю велику verkehrte Welt» (нім. світ навиворіт). 
Зберігся лист письменниці до двоюрідної сестри Л. М. Драгоманової-Шишманової (від 22.07.1896), у якому Леся Українка зазначає:
|  | Тільки недавно повернулася з сумашедшего дома – з Творок…. |

Що ж спромоглася побачити й збагнути Леся? Вона побачила тих, кого ідиотизм життя в імперії, його безумство підвело до межі, позбавивши здатності опору. Людське божевілля постало перед дівчиною в усій своїх оголеній болючій сутності. Образи «безталанних» не покидали Лесю ні в найближчу ніч, проведену в лікарському кабінеті, ні пізніше. То де ж межа між нормальним і ненормальним? Що розмежовує талан і божевілля (може вони зливаються в один промінь)? Якою дорогою слід ходити до чистої мети? Й чи ж дійсно тільки той може бути по-справжньому щасливим, хто нікому не бажає зла? А справжній демократизм — то лише для імперських божевільних? Хто може об'єктивно відповісти на ці запитання? Ми шукаємо й не знаходимо відповіді. Але ці питання — сформульовані й їх, здається, не можна забувати: збуджуючи уяву прийдешніх поколінь, вони тим самим утримують хиткий баланс сил між добрим і злим, спонукають сумління шукати шляхи до створення гармонії всередині себе самого, гармонії з навколишнім світом, і зрештою, — у світі. 
Тема божевілля, порушена Лесею Українкою, була ще одним «зняттям табу» в тогочасному українському інтелектуальному середовищі, ще одним кроком на шляху освоєння життєвого простору нації. Кроком у літературну Європу, яка вже не рік переймалася «божевільними проблемами».
Олена Пчілка, яка їздила разом із донькою до Творок, згодом 1929 року, коментуючи першодрук твору, написала:
|  | «Місто смутку», побіжні замітки, нотатки. Можливо, Леся Українка думала, що ті нотатки здадуться їй колись для якогось її писання, яко «людські документи», але ні в одному її творі не видно, щоб їй здалися оті знадібки. |